# ستيفن هايد
ستيفن هايد (بالإنجليزية: Stephen Hyde)‏ هو دراج أمريكي، ولد في 10 مارس 1987.

## وصلات خارجية
- ستيفن هايد على موقع أرشيف الدراجات (الإنجليزية)
- ستيفن هايد على موقع إحصائيات الدراجات الإحترافية (الإنجليزية)
- ستيفن هايد على موقع نسبة الدراجات (الإنجليزية)